# 1920 год
1920 (ты́сяча девятьсо́т двадца́тый) год  по григорианскому календарю — високосный год, начинающийся в четверг. Это 1920 год нашей эры, 10‑й год 2‑го десятилетия XX века 2‑го тысячелетия, 1‑й год 1920‑х годов. Он закончился 105 лет назад.
| Пн | Вт | Ср | Чт | Пт | Сб | Вс |
|    |    |    | 1  | 2  | 3  | 4  |
| 5  | 6  | 7  | 8  | 9  | 10 | 11 |
| 12 | 13 | 14 | 15 | 16 | 17 | 18 |
| 19 | 20 | 21 | 22 | 23 | 24 | 25 |
| 26 | 27 | 28 | 29 | 30 | 31 |    |

| Пн | Вт | Ср | Чт | Пт | Сб | Вс |
|    |    |    |    |    |    | 1  |
| 2  | 3  | 4  | 5  | 6  | 7  | 8  |
| 9  | 10 | 11 | 12 | 13 | 14 | 15 |
| 16 | 17 | 18 | 19 | 20 | 21 | 22 |
| 23 | 24 | 25 | 26 | 27 | 28 | 29 |

| Пн | Вт | Ср | Чт | Пт | Сб | Вс |
| 1  | 2  | 3  | 4  | 5  | 6  | 7  |
| 8  | 9  | 10 | 11 | 12 | 13 | 14 |
| 15 | 16 | 17 | 18 | 19 | 20 | 21 |
| 22 | 23 | 24 | 25 | 26 | 27 | 28 |
| 29 | 30 | 31 |    |    |    |    |

| Пн | Вт | Ср | Чт | Пт | Сб | Вс |
|    |    |    | 1  | 2  | 3  | 4  |
| 5  | 6  | 7  | 8  | 9  | 10 | 11 |
| 12 | 13 | 14 | 15 | 16 | 17 | 18 |
| 19 | 20 | 21 | 22 | 23 | 24 | 25 |
| 26 | 27 | 28 | 29 | 30 |    |    |

| Пн | Вт | Ср | Чт | Пт | Сб | Вс |
|    |    |    |    |    | 1  | 2  |
| 3  | 4  | 5  | 6  | 7  | 8  | 9  |
| 10 | 11 | 12 | 13 | 14 | 15 | 16 |
| 17 | 18 | 19 | 20 | 21 | 22 | 23 |
| 24 | 25 | 26 | 27 | 28 | 29 | 30 |
| 31 |    |    |    |    |    |    |

| Пн | Вт | Ср | Чт | Пт | Сб | Вс |
|    | 1  | 2  | 3  | 4  | 5  | 6  |
| 7  | 8  | 9  | 10 | 11 | 12 | 13 |
| 14 | 15 | 16 | 17 | 18 | 19 | 20 |
| 21 | 22 | 23 | 24 | 25 | 26 | 27 |
| 28 | 29 | 30 |    |    |    |    |

| Пн | Вт | Ср | Чт | Пт | Сб | Вс |
|    |    |    | 1  | 2  | 3  | 4  |
| 5  | 6  | 7  | 8  | 9  | 10 | 11 |
| 12 | 13 | 14 | 15 | 16 | 17 | 18 |
| 19 | 20 | 21 | 22 | 23 | 24 | 25 |
| 26 | 27 | 28 | 29 | 30 | 31 |    |

| Пн | Вт | Ср | Чт | Пт | Сб | Вс |
|    |    |    |    |    |    | 1  |
| 2  | 3  | 4  | 5  | 6  | 7  | 8  |
| 9  | 10 | 11 | 12 | 13 | 14 | 15 |
| 16 | 17 | 18 | 19 | 20 | 21 | 22 |
| 23 | 24 | 25 | 26 | 27 | 28 | 29 |
| 30 | 31 |    |    |    |    |    |

| Пн | Вт | Ср | Чт | Пт | Сб | Вс |
|    |    | 1  | 2  | 3  | 4  | 5  |
| 6  | 7  | 8  | 9  | 10 | 11 | 12 |
| 13 | 14 | 15 | 16 | 17 | 18 | 19 |
| 20 | 21 | 22 | 23 | 24 | 25 | 26 |
| 27 | 28 | 29 | 30 |    |    |    |

| Пн | Вт | Ср | Чт | Пт | Сб | Вс |
|    |    |    |    | 1  | 2  | 3  |
| 4  | 5  | 6  | 7  | 8  | 9  | 10 |
| 11 | 12 | 13 | 14 | 15 | 16 | 17 |
| 18 | 19 | 20 | 21 | 22 | 23 | 24 |
| 25 | 26 | 27 | 28 | 29 | 30 | 31 |

| Пн | Вт | Ср | Чт | Пт | Сб | Вс |
| 1  | 2  | 3  | 4  | 5  | 6  | 7  |
| 8  | 9  | 10 | 11 | 12 | 13 | 14 |
| 15 | 16 | 17 | 18 | 19 | 20 | 21 |
| 22 | 23 | 24 | 25 | 26 | 27 | 28 |
| 29 | 30 |    |    |    |    |    |

| Пн | Вт | Ср | Чт | Пт | Сб | Вс |
|    |    | 1  | 2  | 3  | 4  | 5  |
| 6  | 7  | 8  | 9  | 10 | 11 | 12 |
| 13 | 14 | 15 | 16 | 17 | 18 | 19 |
| 20 | 21 | 22 | 23 | 24 | 25 | 26 |
| 27 | 28 | 29 | 30 | 31 |    |    |

## События

### Январь
- 3 января — 5-я Отдельная армия РККА под командованием Г. Х. Эйхе начала Красноярскую военную операцию[1].

- 4 января — в Красноярске началось восстание, подготовленное местными большевиками[2].
- 7 января — 30-я дивизия 5-й Отдельной армии РККА вступила в Красноярск[1].
- 9 января — части РККА вступили в Ростов-на-Дону[3].
- 10 января
  - На первом в истории заседании Лиги Наций ратифицирован Версальский договор, окончивший Первую мировую войну.
  - Треугольник Кионга передан в состав португальской колонии Мозамбик.
- 12 января — во время шторма затонул пароход «Африка» судоходной компании «Chargeurs Reunis» (ныне — «Chargeurs»); из 609 пассажиров и членов экипажа уцелели 34 человека.
- 17 января — в США вступил в силу сухой закон[4].
- 21 января — в Люшне открылся десятидневный Албанский национальный конгресс, подтвердивший независимость Албании и распространивший декларацию о непризнании любого мандата или протектората над Албанией[5].
- 28 января — в Стамбуле парламент Турции принял Национальный обет — декларацию независимости.
- 29 января — декрет СНК РСФСР «О порядке всеобщей трудовой повинности» — всё трудоспособное население, независимо от постоянной работы, привлекается к выполнению различных трудовых заданий[6].
- 31 января — большевистское восстание во Владивостоке. Образование Приморской областной земской управы.

### Февраль
- 1 февраля — президентом Гондураса стал представитель Либеральной партии Рафаэль Лопес Гутьеррес.
- 2 февраля
  - Подписан Тартуский мирный договор между РСФСР и Эстонией.
  - Красная армия вступила в Хиву, свергнув власть хивинского хана[7].
- 6 февраля — РККА вступила в Красноводск[8][9].
- 7 февраля
  - Образован Народный комиссариат Рабоче-крестьянской инспекции (Рабкрин) РСФСР[10].
  - Расстрелян Верховный правитель России адмирал Колчак по постановлению Иркутского ВРК в связи с опасностью наступления белых войск (по другим данным — по секретному требованию В. И. Ленина и председателя Сибревкома И. Н. Смирнова).
  - Войска Новороссийской области ВСЮР оставили Одессу.

- 9 февраля — США, Великобритания, Британская Индия, Дания, Франция, Италия, Япония, Норвегия, Нидерланды, Швеция подписали Договор о Шпицбергене (вступил в силу 6 сентября 1924 года)[11].
- 10 февраля — 14 марта — плебисцит, по итогам которого северный Шлезвиг был возвращён Дании.
- 12 февраля — на второй день съезда азербайджанских коммунистов в Баку образована Азербайджанская коммунистическая партия[12].
- 13 февраля — Лондонской декларацией Совета Лиги Наций удовлетворена просьба швейцарской стороны освободить её от обязательств участвовать в военных санкциях[13].
- 15 февраля — бой под Канделем — один из последних боёв Гражданской войны в Новороссии.
- 19 февраля — из Архангельска отбыл в эмиграцию главный начальник края генерал-лейтенант Евгений Миллер[14].
- 21 февраля — Красная армия вступила в Архангельск, Мурманск охвачен восстанием[15]. Северная область полностью перешла под контроль центрального правительства РСФСР[14].
- 24 февраля — Адольф Гитлер впервые озвучил знаменитые 25 пунктов программы НСДАП.

### Март
- 10 марта — в Германии генерал Вальтер фон Лютвиц, смещённый с поста главнокомандующего рейхсвером в зоне Берлина, предъявил правительству ультиматум с требованиями роспуска Национального собрания, проведения перевыборов президента и отказа от сокращения рейхсвера[16].
- 13 марта
  - Красная армия вступила в Мурманск[15].
  - Части добровольческого корпуса генерала Вальтера фон Лютвица заняли Берлин. Президент Фридрих Эберт и правительство бежали в Штутгарт. Сформировано правительство во главе с Вольфгангом Каппом (Капповский путч)[16].
- 17 марта
  - Провал Капповского путча в Германии. Вольфганг Капп бежал в Швецию, к власти вернулось прежнее правительство[16].
  - Красная армия заняла Екатеринодар[17]. Краевое правительство эвакуировано в Новороссийск[18].
- Конец марта — Новороссийская эвакуация десятков тысяч белогвардейцев из Новороссийска, прошедшая в обстановке паники.
- 29 марта — 5 апреля — в Москве состоялся IX съезд РКП(б).

### Апрель
- 1 апреля — была утверждена официальная программа НСДАП, так называемая Программа «25 пунктов».
- 6 апреля — Учредительным съездом трудящихся Прибайкалья была провозглашена Дальневосточная республика.

- 15 апреля
  - В Гватемале свергнута диктатура Мануэля Эстрады Кабреры. Временным президентом стал Карлос Эррера[19].
  - Основана Коммунистическая партия Испании[20].
- 20 апреля — 12 сентября — в Антверпене прошли игры VII Олимпиады, на которых впервые прозвучала олимпийская клятва, произнесённая бельгийским фехтовальщиком Виктором Буаном[21].
- 21 апреля – между УНР во главе с Симоном Петлюрой и Польской Республикой во главе с Юзефом Пилсудским подписано Варшавское соглашение. В обмен на территории Западной Украины Польша признала независимость УНР и обязалась помочь ей в освобождении своих территорий от большевиков.
- 22 апреля — конгресс независимых профсоюзов Гватемалы принял решение о создании профцентра — Рабочего объединения. На празднике 1 мая, который отмечался в стране впервые, оно было преобразовано в Рабочее социалистическое объединение[19].
- 23 апреля — в Анкаре собрано Великое национальное собрание Турции, провозгласившее себя единственной законной властью в стране[22].
- 24 апреля — партийная организация коммунистов Азербайджана объявлена на военном положении[12].
- 26 апреля — в Хиве провозглашена Хорезмская Народная Советская Республика[7].
- 28 апреля — ночью с 27 апреля началось восстание в Баку, образован Временный революционный комитет Азербайджана во главе с Нариманом Наримановым, в Азербайджан вступила 11-я армия РККА[23]. Провозглашена Социалистическая Советская Республика Азербайджан[24].

### Май
- 5 мая — Азербайджанский ревком издал декрет о конфискации земель беков и ханов[25].
- 7 мая — в Киев вступили украинские и польские войска.
- 7 мая — заключён мирный договор между Демократической Республикой Грузия и РСФСР[26].
- 15 мая — Азербайджанский ревком издал декрет о национализации лесов, вод и недр земли[25].
- 16 мая — Жанна д’Арк причислена католической церковью к лику святых[27].
- 23 мая — основана Коммунистическая партия Индонезии[28].
- 24 мая — Азербайджанский ревком издал декрет о национализации нефтяной промышленности[25].
- 27 мая — декретом ВЦИК и СНК образована Татарская Автономная Советская Социалистическая Республика.
- 28 мая — в Азербайджане сформирован Совет рабоче-крестьянской обороны[25].

### Июнь
- 4 июня — подписание Трианонского договора.
- 8 июня
  - Образована Карельская трудовая коммуна (автономное областное объединение), предшественница нынешней Республики Карелия.
  - Финляндия и Эстония установили дипломатические отношения[29].
- 11 июня — национализация банков в Азербайджане[25].
- 12 июня — официальное открытие Панамского канала.
- 15 июня — в Гааге при поддержке Ватикана открылся конгресс национальных христианских профсоюзных центров ряда европейских стран. На конгрессе создана Всемирная конфедерация труда (ВКТ)[30].
- 15 июня — состоялась первая публичная британская радиопередача[31].
- 24 июня — в Энзели завершился двухдневный съезд иранской организации Адалят, провозгласивший создание Иранской коммунистической партии[32].
- 19 июля — СНК РСФСР при народном комиссариате просвещения создана Всероссийская чрезвычайная комиссия по ликвидации безграмотности[33][34].

### Июль
- 6 июля — национализирован Каспийский торговый флот[25].
- 8 июля — США объявляют об установлении эмбарго на торговлю с РСФСР.
- 10 июля — на конференции в Спа Польша согласилась признать своей восточной границей линию Керзона[35].
- 11 июля — части Красной армии освобождают Минск от польских оккупантов.
- 12 июля — заключён советско-литовский договор, признающий Вильно и прилегающую область частью Литвы[36].
- 14 июля — в ходе наступления на Польшу части Красной армии заняли Вильно[37].
- 15 июля — в Польше издан закон об аграрной реформе. Земельная собственность ограничена пределом в 180 (в некоторых местностях — 400) гектар[38].
- 16 июля — создана Вторая Конная армия[39].
- 30 июля — в Белостоке сформирован Временный революционный комитет Польши (Польревком) во главе с Юлианом Мархлевским[40].
- 31 июля — 1 августа — Первый (Учредительный) съезд Коммунистической партии Великобритании[41].

### Август
- 1 августа — освобождение Брест-Литовска от польской оккупации.
- 2 августа — правительства Италии и Албании подписали соглашение об эвакуации итальянских войск из Влёры и передаче Италии Сазани[42].
- 10 августа — подписание Севрского договора между странами Антанты и Турцией.
- 11 августа — подписание Рижского договора между РСФСР и Латвией[43].
- 13 августа — началась Варшавская битва, продлившаяся до 25 августа.
- 14 августа — подписан чехословацко-югославский договор о взаимопомощи. Этот договор стал первым из серии договоров о создании Малой Антанты.
- 18 августа — ратифицирована 19-я поправка к Конституции США, которой «право голоса граждан Соединённых Штатов не должно ограничиваться … по признаку пола»[44].
- 19 августа — отказ крестьян нескольких сёл Тамбовской губернии выдавать хлеб, начало Тамбовского восстания[45].
- 31 августа — на Сормовском заводе выпущен первый советский и русский танк типа М («Русский Рено»), получивший собственное имя «Борец за свободу товарищ Ленин».

### Сентябрь
- 1 сентября
  - Франция провозгласила создание под французским мандатом государства «Великий Ливан»[46].
  - I Съезд народов Востока в Баку[25].
- 10 сентября — ответственным секретарём ЦК КП (б) Армении избран Г. С. Алиханов (Алиханян)[47].
- 23 сентября — Азербайджанский ревком издал декрет об организации в Азербайджане комитетов бедноты[25].
- 24 сентября — в Латвии принят закон об аграрной реформе[38].
- 25 сентября — в Эс-Сибе подписан Сибский договор между Великобританией и султаном Маската, по которому обе стороны признали независимость Имамата Оман.
- 30 сентября — в Москве подписан договор о военно-экономическом Союзе между РСФСР и Азербайджанской ССР[25].

### Октябрь
- 1 октября — вступила в силу Конституция Австрии, утвердившая федеративное устройство страны[48].
- 7 октября — заключён польско-литовский договор, признающий Вильнюс и Виленскую область частью Литвы[49].
- 8 октября — в Бухаре провозглашена Бухарская Народная Советская Республика[7].

- 9 октября — части генерала Л. Желиговского с негласной санкции Ю. Пилсудского заняли Вильнюс и часть Юго-Восточной Литвы.
- 14 октября — РСФСР и Финляндская республика заключили Тартуский мирный договор, который, помимо прочего, определял новую границу между соседними государствами.
- 17 октября — первые парламентские выборы в Австрийской республике, победа Христианско-социальной партии[50].
- 20 октября — всеобщая политическая забастовка в Румынии.
- 25 октября — в Афинах скончался от заражения крови после укуса обезьяны 27-летний король Греции Александр I. На престол вернулся его отец Константин I[51].
- 28 октября — Великобритания, Франция, Италия и Япония подписали с Румынией так называемый «Парижский протокол» признания суверенитета Румынии над Бессарабией, аннексированной ранее вопреки соглашению между РСФСР и Румынией.

### Ноябрь
- 1 ноября — протест РСФСР против румынской аннексии Молдавии и «Парижского протокола», её подтверждающего.
- 2 ноября — президентские выборы в США. Победу одержал кандидат от Республиканской партии Уоррен Гардинг.
- 4 ноября — образована Вотская автономная область[52].
- 7 ноября — части Красной армии и союзные им отряды махновцев начали наступление на Крым — последний оплот белых сил на Юге России.
- 12 ноября — декретом СНК учреждён Главный политико-просветительный комитет Республики (Главполитпросвет)[53].
- 13 ноября — эвакуация Русской армии и гражданских беженцев на кораблях Черноморского флота из Севастополя в Константинополь. Общая численность покинувших Крым составила около 150 тысяч человек.
- 16 ноября — для управления Крымом учреждён Крымский революционный комитет (Крымревком) во главе с Белой Куном[54].
- 18 ноября — в РСФСР разрешены аборты[55].
- 27 ноября — начало Слуцкого восстания[56].
- 28 ноября — выборы в Учредительное собрание Сербо-хорвато-словенского королевства.
- 29 ноября — части 11-й армии РККА в Армении вошли в Александрополь[57].

### Декабрь
- 2 декабря — в Александрополе Турция и Республика Армении (правительство партии «Дашнакцутюн») подписали Александропольский договор, завершивший турецко-армянскую войну 1920 года[58].
- 4—7 декабря — объединённый съезд Коммунистической партии Германии и Независимой социал-демократической партии. Создание Объединённой Компартии Германии.
- 7 декабря
  - Екатеринодар переименован в Краснодар[59].
  - Аграрная реформа в Венгрии[38].
- 11 декабря — первая советская нота протеста Польше против ввода польских войск в Вильнюс и прилегающую область Литвы[36].
- 16 декабря — вторая советская нота протеста Польше против ввода польских войск в Вильнюс и прилегающую область Литвы[36].
- 16 декабря — землетрясение в Ганьсу унесло жизни свыше двухсот тысяч человек, из них около двадцати тысяч просто замёрзли, оставшись без крова.
- 17 декабря — Албания принята в Лигу Наций[42].
- 20 декабря — организован Иностранный отдел (ИНО) ВЧК при НКВД РСФСР. Его возглавил Давыдов (Давтян) Яков Христофорович.
- 22—29 декабря — в Москве состоялся VIII Всероссийский съезд Советов.
- 25—30 декабря — конгресс Французской социалистической партии в Туре. Образование Французской коммунистической партии.

## Премии
- Шарль Эдуард Гийом — Нобелевская премия по физике («В знак признания его заслуг перед точными измерениями перед физикой — открытия аномалий в никелевых стальных сплавов»).
- Вальтер Нернст — Лауреат Нобелевской премии по химии («В знак признания его термохимической работы»)[60].

## Родились
См. также: Категория:Родившиеся в 1920 году

### Январь
- 2 января — Айзек Азимов, американский писатель-фантаст, популяризатор науки (умер в 1992 году).
- 19 января — Хавьер Перес де Куэльяр, 5-й Генеральный секретарь ООН в 1982—1991 годах (умер в 2020 году).
- 20 января — Федерико Феллини, итальянский кинорежиссёр и сценарист (умер в 1993 году).
- 21 января — Николай Николаевич Трофимов, актёр Большого драматического театра (Санкт-Петербург) и кино, народный артист СССР (умер в 2005 году).
- 24 января — Джерри Марен, американский актёр (умер в 2018 году).
- 30 января — Майкл Андерсон, британский кинорежиссёр (умер в 2018 году).

### Февраль
- 11 февраля — Фарук I, король Египта и Судана в 1936—1952 годах (умер в 1965 году).

- 13 февраля — Алексей Прохорович Волошин, Герой Советского Союза, один из четырёх советских офицеров, награждённых Серебряной звездой США (умер в 2020 году).
- 16 февраля — Николай Дмитриевич Андреев, советский лингвист, профессор, доктор наук (умер в 1997 году).
- 20 февраля — Евгений Фёдорович Драгунов, советский конструктор-оружейник (умер в 1991 году).
- 22 февраля — Иван Василев Дуриданов, болгарский языковед (умер в 2005 году).
- 22 февраля — Александр Александрович Зимин, российский историк, археограф (умер в 1980 году).
- 22 февраля — Эльберт Азгиреевич Туганов, советский и эстонский сценарист и режиссёр-мультипликатор (умер в 2007 году).
- 28 февраля — Алексей Макарович Смирнов, советский актёр (умер в 1979 году).

### Март
- 5 марта — Виктор Ноевич Ярхо, российский филолог-классик (умер в 2003 году).
- 5 марта — Торрес Хуан Хосе, боливийский государственный, политический и военный деятель (убит в 1976 году).
- 10 марта — Борис Виан, французский писатель (умер в 1959 году).

- 16 марта — Тонино Гуэрра, итальянский поэт, писатель и сценарист (умер в 2012 году).

### Апрель
- 5 апреля — Лидия Петровна Жуковская, историк древнерусского языка, палеограф, доктор филологических наук (умерла в 1994 году).
- 6 апреля — Эдмонд Фишер, американский биохимик, лауреат Нобелевской премии (умер в 2021 году).
- 11 апреля — О’Доннелл, Питер, британский писатель и сценарист (умер в 2010 году).
- 15 апреля — Рихард Карл Фрайхерр фон Вайцзеккер, немецкий государственный деятель (умер в 2015 году).
- 21 апреля — Бруно Мадерна, итальянский и немецкий композитор и режиссёр (умер в 1973 году).
- 22 апреля — Николай Алексеевич Буранов, советский художник (умер в 1991 году).
- 23 апреля — Григорий Михайлович Тютюнник, советский украинский писатель и прозаик (умер в 1961 году).
- 26 апреля — Готтфрид Баммес, немецкий художник и анатом (умер в 2007 году).

### Май
- 6 мая — Борис Михайлович Лавренко, советский живописец (умер в 2001 году).
- 9 мая — Юрий Дмитриевич Дмитриевский, советский и российский географ, африканист, гидрограф, специалист по экономической и физической географии, страновед и историк географии (умер в 2001 году).
- 18 мая — Иоанн Павел II, папа римский с 1978 по 2005 год (умер в 2005 году).
- 22 мая — Евгения Александровна Кацева, переводчица художественной литературы с немецкого языка, критик (умерла в 2005 году).
- 24 мая — Джон Бертрам Адамс, английский физик (умер в 1984 году).

### Июнь
- 1 июня — Давид Самойлов, советский поэт (умер в 1990 году).
- 1 июня — Владислав Сенкевич, советский музыкальный педагог (умер в 1995 году).
- 8 июня — Иван Никитович Кожедуб лётчик-ас времён Великой Отечественной войны, самый результативный лётчик-истребитель в авиации союзников (64 сбитых самолёта). Трижды Герой Советского Союза, Маршал авиации (умер в 1991 году).
- 17 июня — Франсуа Жакоб, французский микробиолог, генетик (умер в 2013 году).
- 21 июня — Иосиф Израилевич Ворович, советский и российский математик, академик РАН (умер в 2001 году).

### Июль
- 13 июля — Ханс Блюменберг, немецкий философ (умер в 1996 году).
- 21 июля — Мухаммед Диб, алжирский писатель (умер в 2003 году).
- 25 июля — Розалинд Франклин, английский биофизик, рентгенограф (умерла в 1958 году)
- 28 июля — Иван Филиппович Образцов, советский учёный, академик АН СССР, директор, ректор МАИ (1958—1972), министр высшего и среднего специального образования СССР в 1972—1990 годах (умер в 2005 году).
- 31 июля — Ситоле Ндабанинги, политический деятель Зимбабве (умер в 2000 году).

### Август
- 12 августа — Валентин Иванович Филатов, советский артист цирка, дрессировщик (умер в 1979 году).
- 16 августа — Чарльз Буковски, известный американский поэт и писатель (умер в 1994 году).
- 22 августа — Рэй Брэдбери, выдающийся американский писатель-фантаст (умер в 2012 году).
- 28 августа — Поль Жермен, французский математик, специалист в области механики (умер в 2009 году).
- 30 августа — Леонид Шварцман, советский и российский режиссёр-мультипликатор и художник анимационного кино, народный художник РФ.(умер в 2022 году).
- 31 августа
  - Эдуард Арменакович Бабаян, выдающийся советский нарколог (умер в 2009 году).
  - маршал авиации Али Сабри, египетский политический и военный деятель, глава правительства Египта в 1962—1965 годах, вице-президент Объединённой Арабской Республики в 1965—1967 годах, генеральный секретарь Арабского социалистического союза в 1965—1969 годах (умер в 1991 году).

### Сентябрь
- 1 сентября — Павел Петрович Уткин, советский живописец (умер в 1990 году).
- 23 сентября — Микки Руни, американский актёр (умер в 2014 году).
- 25 сентября — Сергей Бондарчук, советский кинорежиссёр и актёр (умер в 1994 году).
- 27 сентября — Генри Мелсон Стоммел, американский океанолог и океанограф (умер в 1992 году).
- 29 сентября — Питер Митчелл, британский биохимик, лауреат Нобелевской премии по химии (1978) (умер в1992 году).

### Октябрь
- 8 октября — Фрэнк Герберт, американский писатель-фантаст, известный прежде всего, как автор цикла «Хроники Дюны» (и, в первую очередь, первого романа из этого цикла — «Дюна») (умер в 1986 году).
- 9 октября — Енс Бьёрнебу, норвежский писатель и художник (умер в 1976 году).
- 14 октября — Фрэнк Айд, американский психиатр, пионер использования нейролептиков (умер в 2008 году).
- 22 октября — Тимоти Лири, американский писатель, психолог, участник кампании по исследованиям психоделических препаратов (умер в 1996 году).
- 29 октября — Барух Беннассерраф, венесуэльско-американский генетик (умер в 2011 году).
- 31 октября — Хельмут Ньютон, немецкий и австралийский фотограф и фотохудожник (умер в 2004 году).

### Ноябрь
- 5 ноября — Дуглас Норт, американский экономист, лауреат Нобелевской премии по экономике 1993 года (умер в 2015 году).
- 11 ноября — Рой Гаррис Дженкинс, британский политический деятель, один из основателей социал-демократической партии Великобритании (умер в 2003 году).
- 18 ноября — Константин Иванович Бесков, советский футболист и тренер (умер в 2006 году).
- 29 ноября — Егор Кузьмич Лигачёв, советский государственный деятель (умер в 2021 году).

### Декабрь
- 21 декабря — Леон Жорж Баландье, французский антрополог, социолог, африканист, основоположник школы политической антропологии во Франции (умер в 2016 году).

## Скончались
См. также: Категория:Умершие в 1920 году
- 3 января — Владимир Платонович Сукачёв, российский общественный деятель, меценат и коллекционер (родился в 1849 году).
- 7 января — Эдмунд Бартон, первый премьер-министр Австралии в 1901—1903 годах (родился в 1849 году).
- 11 января — Владимир Яльмарович Люндеквист, русский военный деятель; участник подпольного «Национального центра»; расстрелян (родился в 1884 году)[61].
- 16 января — Михаил Бахирев, российский военачальник и флотоводец (родился в 1868 году).
- 20 января — Сергей Иванович Тимашев, российский государственный деятель (родился в 1858 году).
- 23 января — Евгений Николаевич Трубецкой, князь — русский религиозный философ, общественный деятель (родился в 1863 году).
- 24 января — Владимир Митрофанович Пуришкевич, русский политический деятель (родился в 1870 году).
- 26 января — Александр Фёдорович Редигер, российский государственный и военный деятель (родился в 1854 году).
- 5 февраля — Евгений Николаевич Трубецкой, русский религиозный философ, правововед, общественный деятель (родился в 1863 году).
- 7 февраля — адмирал Колчак, учёный-океанограф, российский морской офицер, Верховный правитель Российского государства (1918—1919; родился в 1874 году).
- 7 февраля — Александр Васильевич Адрианов, российский публицист, издатель, общественный деятель, археолог, этнограф (родился в 1854 году).
- 8 февраля — Пётр Осипович Морозов, историк русской литературы, театровед (родился в 1854 году).
- 15 февраля — Дмитрий Илова́йский, русский историк (родился в 1832 году).
- 2 марта — Роман Фёдорович Брандт, языковед, славист, педагог (родился в 1853 году).
- 6 марта — Леонида Биссолати, итальянский политический деятель, юрист, журналист (родился в 1857 году).
- 7 марта — Николай Чеславович Зайончковский, российский государственный деятель, товарищ обер-прокурора Синода, сенатор (родился в 1859 году).
- 15 марта — Александр Иванович Алмазов, канонист, литургист, церковный историк (родился в 1859 году).
- 15 марта — Христина Даниловна Алчевская, российский и украинский общественный деятель, просветитеь, педагог (родилась в 1841 году).
- 19 марта — Фёдор Дмитриевич Батюшков, русский филолог и педагог (родился в 1857 году).
- 30 марта — Узун-Хаджи (Салтинский) — чеченский и дагестанский общественно-политический и религиозный деятель, эмир Северо-Кавказского эмирата (родился в 1848 году).
- 4 апреля — Нуво Жермен, французский поэт (родился в 1851 году). 9 апреля — Николай Александрович Вельяминов, врач, лейб-медик, академик медицины (родился в 1855 году).
- 26 апреля — Сринаваса Рамануджан, индийский математик (родился в 1887 году).
- 7 мая — Константин Доброджану-Геря, румынский политический деятель, социолог, публицист, литератор (родился в 1855 году).
- 11 мая — Уильям Дин Хауэллс, американский писатель, литературный критик, публицист, общественный деятель (родился в 1837 году).
- 16 мая — Мария Леонтьевна Бочкарёва, женщина-офицер, поручик, создала первый в истории русской армии женский батальон. Кавалер Георгиевского креста (родилась в 1889 году).
- 19 мая — Леонид Владимирович Ассур, российский учёный-механик и машиновед (родился в 1878 году).
- 21 мая — Венустиано Карранса, президент Мексики в 1914—1920 годах (родился в 1859 году).
- 23 мая — Георгий Иванович Нарбут, украинский и русский художник-график, иллюстратор (родился в 1886 году).
- 26 мая — Николай Иванович Беляев, русский металлург и металловед (родился в 1877 году).
- 14 июня — Макс Вебер, немецкий социолог, историк, экономист (родился в 1864 году).
- 25 июня — Людвик Ридигер, польский хирург, педагог (родился в 1850 году).
- 1 июля — Отто Вильман, немецкий педагог, философ-неотомист (родился в 1839 году).
- 17 июля — Генрих Дрессель, немецкий археолог и нумизмат (родился в 1845 году).
- 1 августа — Бал Гангадхар Тилак, индийский политический деятель (родился в 1856 году).
- 16 августа — Алексей Александрович Шахматов, русский учёный, лингвист и филолог-текстолог (родился в 1864 году).
- 31 августа — Вильгельм Вундт, немецкий психолог, физиолог, философ, логик, языковед, основатель экспериментальной психологии (родился в 1832 году).
- 14 сентября — Семён Афанасьевич Венгеров, русский критик, историк литературы, библиограф и редактор (родился в 1855 году).
- 19 сентября — Николай Михайлович Лисовский, русский библиограф, книговед и педагог (родился в 1854 году).
- 24 сентября — Фаберже Петер Карл, российский ювелир (родился в 1846 году).
- 17 октября — Джон Рид, американский журналист, автор знаменитой книги «Десять дней, которые потрясли мир» (родился в 1887 году).
- 25 октября — Александр I, король Греции в 1917—1920 годах (родился в 1893 году).
- 8 ноября — Семён Акимович Ан-ский, еврейский писатель, поэт, драматург, публицист, этнограф, революционер, общественный и политический деятель (родился в 1863 году).
- без даты — Александр Захарьевич Мышлаевский, русский военный деятель и историк (родился в 1856 году).

## Нобелевские премии
- Физика — Шарль Эдуар Гийом — «В знак признания его заслуг перед точными измерениями в физике — открытия аномалий в никелевых стальных сплавах».
- Химия — Вальтер Нернст — «В знак признания его работ по термодинамике».
- Медицина и физиология — Август Крог — «За открытие механизма регуляции просвета капилляров».
- Литература — Кнут Гамсун — «За монументальное произведение „Соки земли“ о жизни норвежских крестьян, сохранивших свою вековую привязанность к земле и верность патриархальным традициям».
- Премия мира — Леон Буржуа.